# Adamawa
Adamawa är en delstat i nordöstra Nigeria, längs gränsen mot Kamerun. Den var fram till 1991 en del av Gongola, som därefter delades i delstaterna Adamawa och Taraba. Delstaten hade år 2006 drygt 3,2 miljoner invånare.